# Stella Harf
Stella Harf, née le 12 août 1890 à Dresde et morte le 3 janvier 1979  à Berlin, Allemagne de l'Ouest, est une actrice allemande.

## Filmographie partielle
- 1920 : George Bully (en) de Max Obal
- 1921 : Der Schwur des Peter Hergatz d'Alfred Halm
- 1921 : Der Schrecken im Hause Ardon (de) de Robert Wiene
- 1929 : Sainte-Hélène de Lupu Pick